# Maciej Walewski
Maciej Walewski – major w powstaniu kościuszkowskim, porucznik 4. Brygady Kawalerii Narodowej w 1789 roku.